# Lycodes raridens
Lycodes raridens är en fiskart som beskrevs av Taranetz och Andriashev, 1937. Lycodes raridens ingår i släktet Lycodes och familjen tånglakefiskar. Inga underarter finns listade i Catalogue of Life.